# George Town Aerodrome
George Town Aerodrome (engelska: George Town Airport) är en flygplats i Australien. Den ligger i kommunen George Town och delstaten Tasmanien, i den sydöstra delen av landet, omkring 200 kilometer norr om delstatshuvudstaden Hobart.
Trakten är glest befolkad. Närmaste större samhälle är George Town, nära George Town Aerodrome. 
I omgivningarna runt George Town Aerodrome växer i huvudsak städsegrön lövskog. Genomsnittlig årsnederbörd är 1 279 millimeter. Den regnigaste månaden är augusti, med i genomsnitt 174 mm nederbörd, och den torraste är januari, med 42 mm nederbörd.